# Boualem Mesmoudi
Pour les articles homonymes, voir Masmoudi (homonymie).
Boualem Mesmoudi (en arabe : بوعلام مصمودي), né le 15 avril 1994 à Oran, est un footballeur algérien qui évolue au poste de défenseur central à l'ES Mostaganem.

## Biographie

### Club
Boualem Mesmoudi commence sa carrière chez les jeunes au Nasr Es Senia, avant de passer la plus grande partie de sa formation au MC Oran, pour la terminer à l'école de l'ASM Oran.
Promu chez les seniors en 2014, il évolue pendant quatre saisons avec l'ASM Oran. Il joue ensuite une saison à l'USM Bel Abbès. Le 25 janvier 2019, il inscrit avec l'USMBA ses deux premiers buts en Division 1, en étant l'auteur d'un doublé sur la pelouse de son ancien club formateur, le MC Oran.
Il retourne lors de l'été 2019 au MC Oran, où il signe un contrat de deux ans.
Après seulement seulement six mois passés à l'Étoile du Sahel, il résilie son contrat le 6 janvier 2022.

### Équipe nationale
Boualem Mesmoudi est convoqué pour la première fois en sélection par le sélectionneur Madjid Bougherra pour jouer avec l'équipe d'Algérie A' qui affronte l'équipe du Burundi A' le 16 juin 2021 dans un match amical entrant dans le cadre de préparation de l'équipe aux prochaines compétitions, et aussi pour l'innauguration du Stade olympique d'Oran.

## Palmarès
- Vainqueur de la Supercoupe d'Algérie en 2018 avec l'USM Bel Abbès.